# Lanfiala
Lanfiala est une commune du Mali, dans le cercle de Tominian et la région de Ségou.